# تازه شروع شده
تازه شروع شده (انگلیسی: Just Getting Started) یک فیلم در ژانر اکشن کمدی به کارگردانی ران شلتون است که در سال ۲۰۱۷ منتشر شد. از ستارگان این فیلم می‌توان به مورگان فریمن، تامی لی جونز و رنه روسو اشاره کرد.

## بازیگران
- مورگان فریمن
- تامی لی جونز
- رنه روسو در نقش کتی هیل
- گلن هدلی در نقش جین
- شریل لی رالف در نقش لانا
- الیزابت اشلی در نقش جسیکا
- کریستین ریکز
- جو پانتولیانو در نقش یک بازیگر
- گراهام بکل
- مل رایدو در نقش یک بازیگر
- جورج والاس در نقش یک بازیگر
- نیک پاین

## تولید
در ۱۴ می ۲۰۱۶ اعلام شد که برود گرین پیکچرز قرار است با همکاری انترتینمنت وان فیلمی به کارگردانی ران شلتون بسازند که مورگان فریمن و تامی لی جونز در این فیلم به ایفای نقش خواهند پرداخت. در ۹ جوئن ۲۰۱۶ اعلام شد که رنه روسو در کنار فریمن و جونز از بازیگران اصلی این فیلم خواهد بود. در ۱۵ اوت ۲۰۱۶ فیلمبرداری این پروژه در نیومکزیکو آغاز شد.